# Városháza (Miskolc)
A miskolci városháza romantikus stílusban épült törzsépülete a Városház tér 8. szám alatt áll, de a későbbiekben hozzá csatolták a szomszédos, 10–12. szám alatti épületeket is. A 2010-es évek elején, az épületegyüttes komplex rekonstrukciója keretében a Hunyadi utca felőli oldalon új épületet húztak, azóta itt van a városháza főbejárata (Hunyadi utca 2.).

## Története
Az egykori mezőváros adminisztratív központja, a legelső városháza, még egyszerű kivitelű, szegényes építmény volt, de már az is a mostani telken állt a 17. század közepén. A telek a mai Hunyadi (a korabeli Hunyad) és Széchenyi (akkor Piac) utca találkozásánál leágazó, már akkor is tölcsérszerűen szűkülő Mészár utcán állt. A városházával szemben, a mai megyeháza helyén álló épületben szállásolták el a hivatalos vendégeket, e mellett helyezkedett el a város mészárszéke és korcsmája. A korabeli, 1702-es állapotnak megfelelő alaprajzi állapot Marjalaki Kiss Lajos rekonstrukciójából ismert.
Az újabb városháza 1762–63-ban épült fel a régi helyén. Kialakításáról, megjelenéséről nem sokat tudunk, de a források 1782-től már Városháza néven említették. Ez az épület 80 évig állt, mert az 1843-as földrengés és tűzvész miatt alkalmatlanná vált funkciója ellátására, bár utána még rendbe hozták.

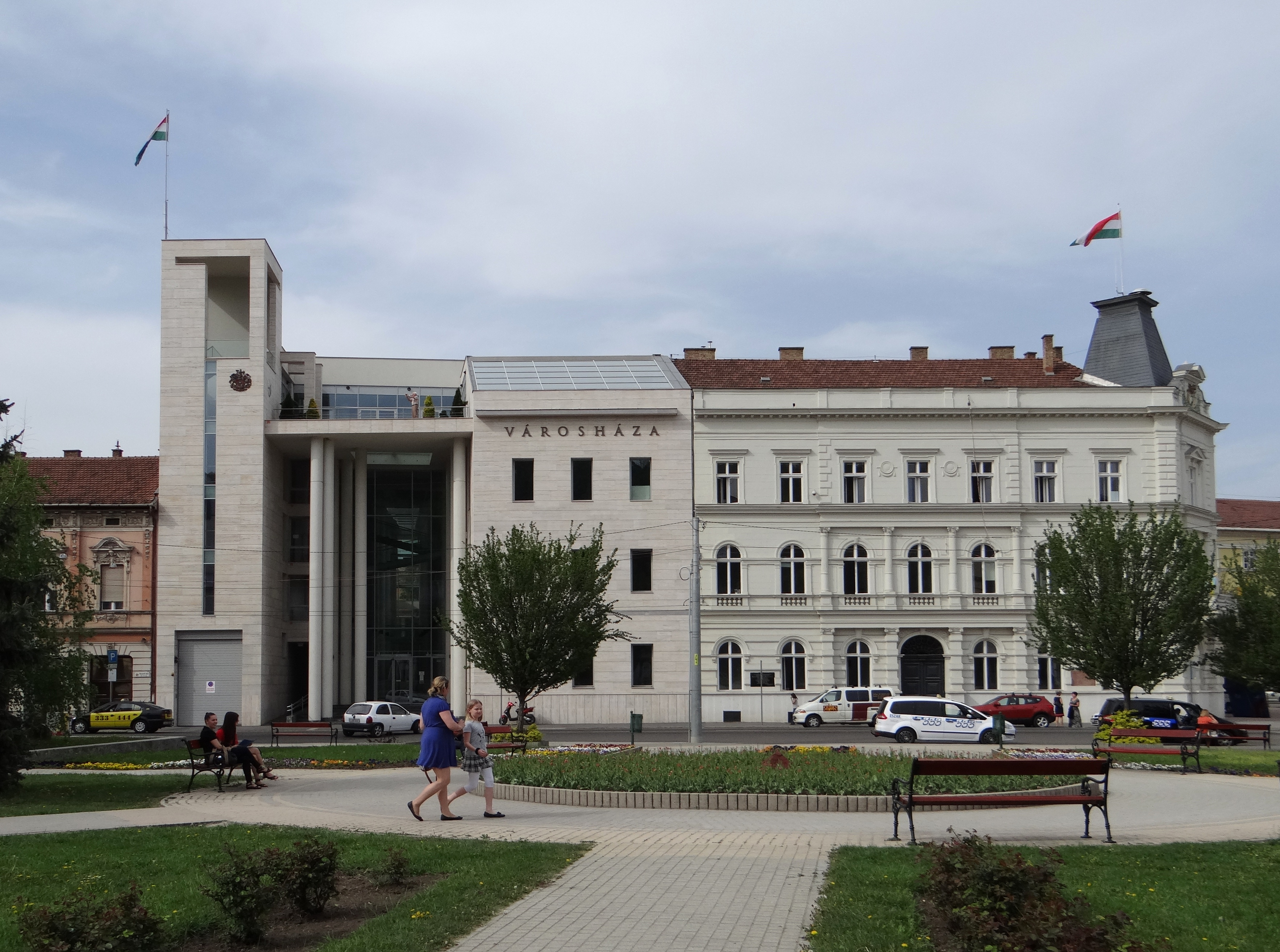
A Városháza új épülete

Losonczi Farkas Károly főbíró, a pár évvel későbbi polgármester, 1868-ban javasolta új városháza építését. A régi épületet 1870. február 15-én kezdték el bontani, az ünnepélyes alapkőletétel (1870. március  26.) alkalmából üveghengerben helyezték el az építésről szóló határozatot, valamint a közadakozásból származó arany-, ezüst- és rézpénzeket. Érdekesség, hogy az alapozáskor találták meg a korábbi épület alapító okmányát. A terveket Czakó Lajos városi főmérnök készítette, építőmestere Klein Ede volt. Az első gond a földszint elkészültekor (1870. október 20.) jelentkezett: kiderült, hogy az ablakok kisebbek, mint a környező épületeké, s ezt a büszke városvezetés nem engedhette, megnagyobbíttatták őket. November 17-én a második emeletig jutott az építkezés, amikor anyagi gondok jelentkeztek, elfogyott a pénz, az építkezés befejezése és a berendezés elkészítése veszélybe került. Farkas főbíró ekkor a város asszonyaihoz fordult segítségért: „…a minden jóra és nemesre fogékony nők áldozatkészsége hivatik fel, hogy kézimunkát, apró csecsebecsét, műtárgyakat adjanak össze egy tárgysorsjátékra, amelynek jövedelméből a belső berendezést elkészíthessék.” A szokatlan ötlet bevált, a befolyó összegből sikerült befejezni a munkálatokat, az épület nem egészen kilenc hónap alatt felépült, s 1871. január 16-án átadhatták „a közhasználatnak”.
Az idők folyamán, a feladatok és a funkciók gyarapodásával, a városháza a szomszédos épületeket (mai Városház tér 10. és 12. szám) is átvette. Utóbbi saroképület annyira reprezentatív része a városháza-tömbnek, hogy a köztudat egy idő után eleve a városháza részének tartotta. Pedig az épületet eredetileg bérháznak és a MÁV hivatalai számára készült. A városi vezetés előtt többször felvetődött hivatalok kialakítása benne, egy ideig mégsem valósították meg. A városháza saroképületében pedig több – ma már rendszeridegennek tűnő – szervezet is helyet kapott: működött itt a városi rendőrség, a dohánytőzsde, katonai parancsnokság és 1919-től 1944-ig a Miskolci Jogakadémia is (bejárata akkor még a sarkon, az erkély alatt volt).
A városház-tömb építészeti átalakításának gondolata már az 1980-as évek elején felvetődött, de telekproblémák miatt ez nem valósult meg. Hosszas előkészítő munka után végül a 2000-es évek első évtizede végén fogadták el azt az új koncepciót, amely a tömb kialakítását teljesen átszervezi, az épületeket a Hunyadi utca felől nyitják meg (toronnyal, reprezentatív bejárattal), a tervezett bővítések eredményeként pedig a város több helyén, szétszórtan működő önkormányzati szervek, intézmények mind egy helyre költözhetnek. Az építkezés 2010-ben kezdődött Viszlai József tervei szerint, és a hivatal 2012-ben vette használatba.

## Az épület

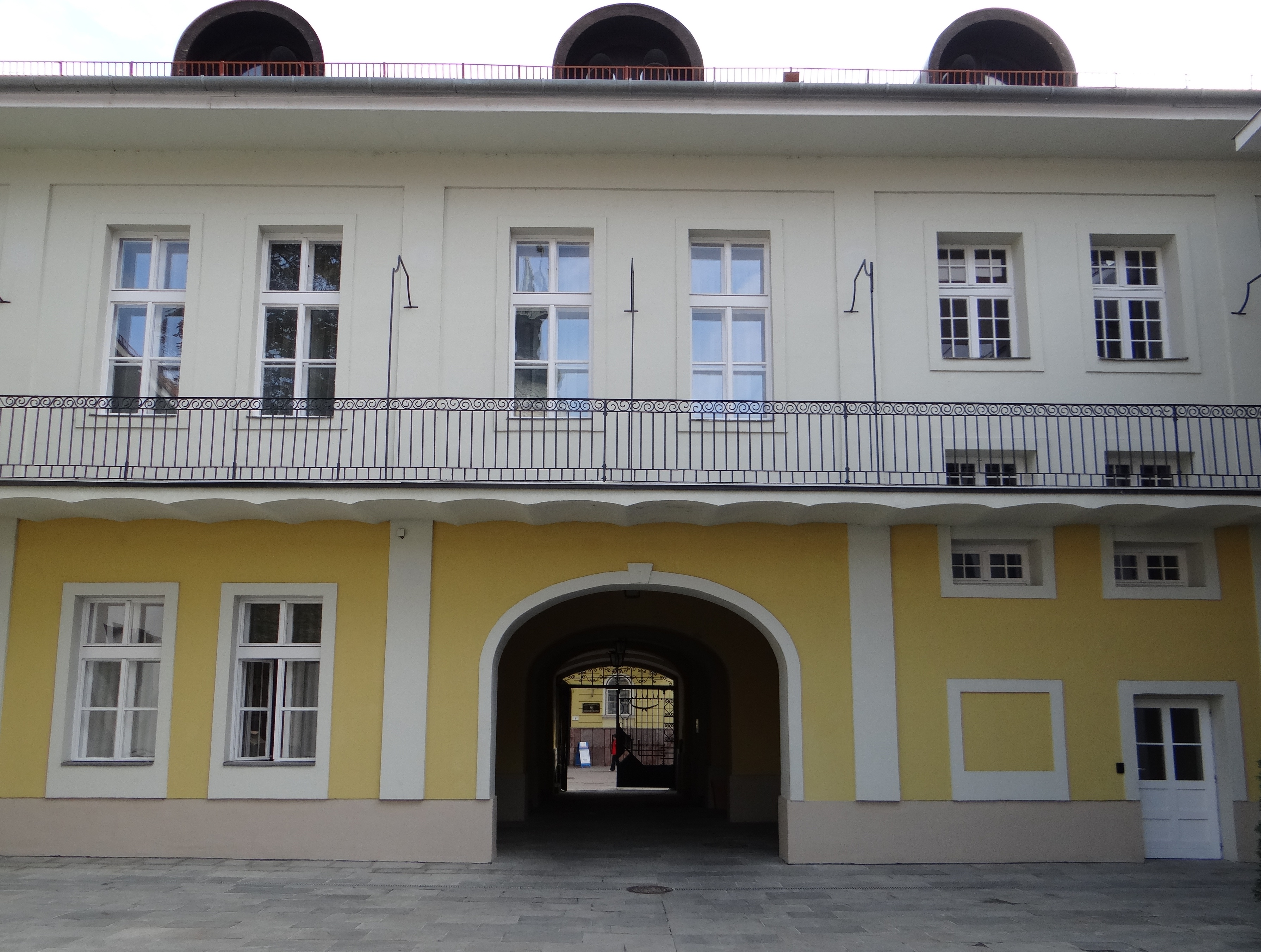
Az első épület belső udvara

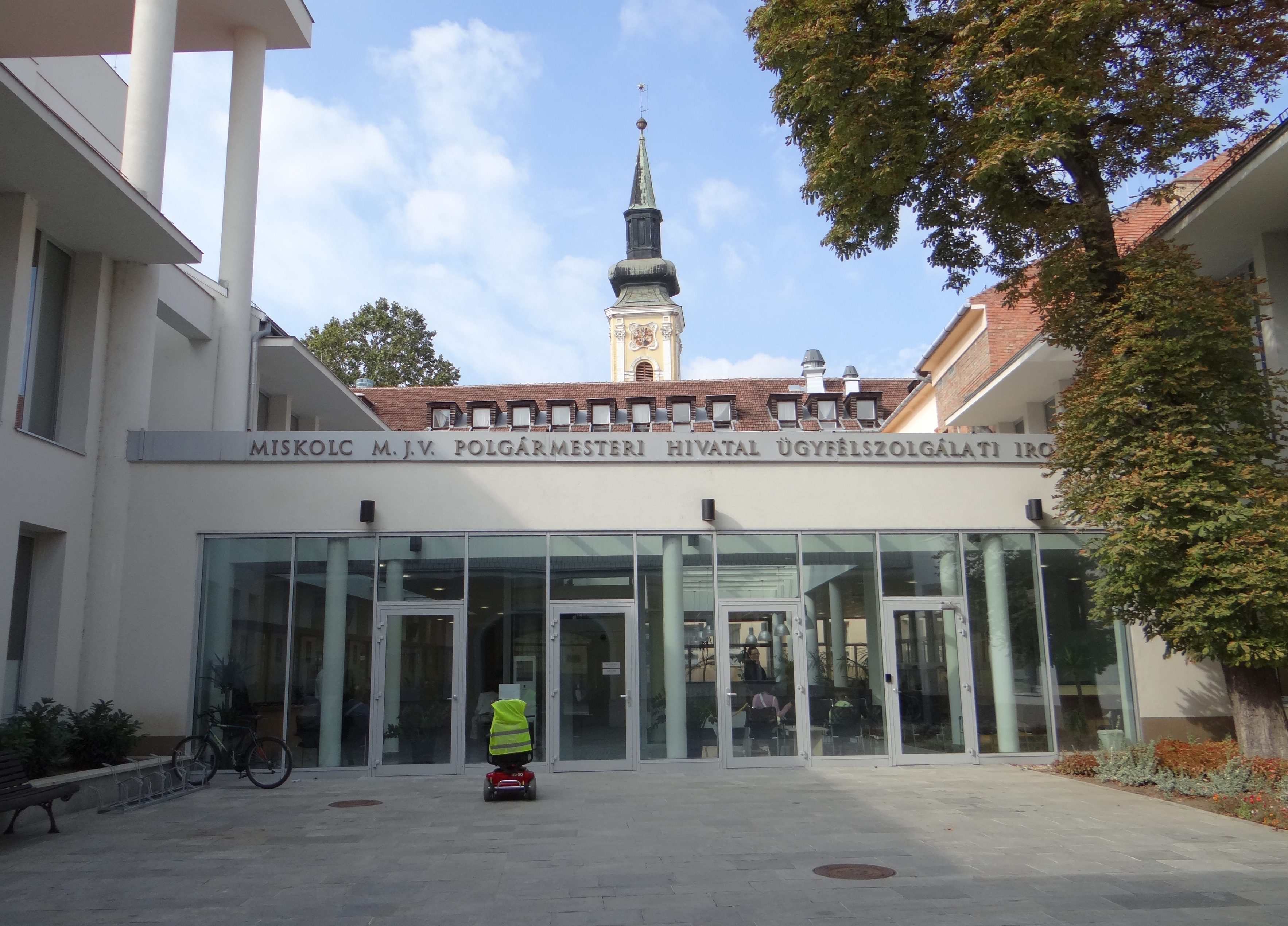
Az első épület belső udvara, az új közönségszolgálati épület

### Az első épület
A városháza legelső épülete romantikus stílusban készült. A zárt sorú, egyemeletes, L alakú épület részben alápincézett, nyeregtetős. Az egyszerű, minden díszítést nélkülöző udvari homlokzaton függőfolyosó húzódik. A főhomlokzat három részre osztható, a középrizalitra és szélein az oldalszakaszokra. Az oldalszakaszok földszintjén egyszerű keretelésű ablakok vannak, míg az emeletiek az osztópárkány felett díszes, profilált szemöldökdíszűek. A középrizaliton nyílik a szegmensíves záródású, kőkeretes kapu. A kapu mellett kétoldalt egyszerű, de szemöldökkel díszes ablakok láthatók. Az emeleten hat ablak van. Ebből a középső kettő franciaablak. Itt a díszterem nagy belmagasságát az ablakok feletti félköríves felülvilágítók és az oldalszakaszok felé emelkedő főpárkány és ennek attikája is érzékelteti. Az attika szélein egy-egy díszváza kapott helyet, majd a közepén még kettő, hangsúlyozva az épület fő szakaszát. A középrizalitot kompozit fejezetes pilaszterek határolják két oldalról, amelyek egészen a főpárkányik felérnek. A kapuzat feletti erkélyt ugyancsak kompozit pilaszterek szegélyezik, amelyeknél a felülvilágító ablakok záródása felett párkányszakasz húzódik. Ez a három kompozit pilaszter más, mint a középrizalitot közrefogó nagyobbak, ezek magas lábazatra állítottak, bordázottak és aljukon domborművel díszítettek. Az első emeleten az ablakok mindegyikét konzolokra állított egyenes szemöldök díszíti, de ezekből a két-két oldalsó díszesebb. A kapu feletti erkély öntöttvas konzolokon nyugvó, címeres díszű.

### A második épület
A második épület ugyanúgy egyemeletes, mint az előbbi, de ez kisebb alapterületű. Az épületnek azonos a párkánymagassága az első épülettel. A földszinten az egyenes záródású ablakokat (a kapu oldalain kettő-kettő) a felettük lévő félkörívben reneszánsz dísz emeli ki. A kerékvető kövekkel díszített, korinthoszi pilaszeterekkel szegélyzett kapu félköríves záródású. A két szintet egy keskeny osztópárkány választja el egymástól, amely alatt indás-leveles ornamentika van. A kapu felett dupla öntöttvas konzolokon nyugvó erkély található. Az emeleti ablakok ugyanúgy egyenes záródásúak, mint a többiek a földszinten. Az ablakoknak díszes téglalap köténydíszei és frízzel díszített egyenes szemöldökpárkányai vannak. A középső franciaablakot az előző épülethez hasonlóan kompozit fejezetes pilaszterek fogják közre, amelyek frízes párkányt tartanak.

### A harmadik épület
A városháza ezen épületének, mely saroképület, három homlokzata van. Ebből kettő (a sarkival együtt) a Városház térre, egy pedig a Szent István térre néz. A földszinten és az első emeleten félkörívesek, a második emeleten egyenes záródásúak az ablakok. A Városház téri szakasz 1+3+2+3, a Hunyadi utca felőli pedig 2+3+2 tengelyes.
A földszinti és első emeleti ablakok félkörívesek, a második emeletiek pedig egyenes záródásúak.

### A negyedik épület
A városháza negyedik, egyben utolsó, legújabb épülete már nem a Városház térre, hanem a Hunyadi utcára, egyben a Szent István térre néz. Az épület kétemeletes, és modern stílusban készült. A ház keleti felén ugyanolyan ütemben követi egymást szintenként három kereteletlen ablak, melyek mindegyike egyenes záródású. A második emeleti ablakok felett „VÁROSHÁZA” felirat és az előző épület koronázópárkányának „folytatása” van, hangsúlyozva ezzel az azonos párkánymagasságot. Az ablakok után a monumentális, üvegből készült, lépcsőkön és mozgáskorlátozottak számára épített rámpán is megközelíthető főbejárat következik. A főbejárat előtt az egyik oldalon hat, a másikon hét egyszerű tartóoszlop van, amelyeknek különleges az elhelyezése. Ezek felett egy kilátóterasz található. Ez után következik az épületrész utolsó traktusa, amely toronyszerű kiképzést kapott. A torony egyszerű négyzetes, tetejének jobb oldalán kilátótérrel, földszintjén pedig a mélygarázsba vezető kapuval.

## Galéria

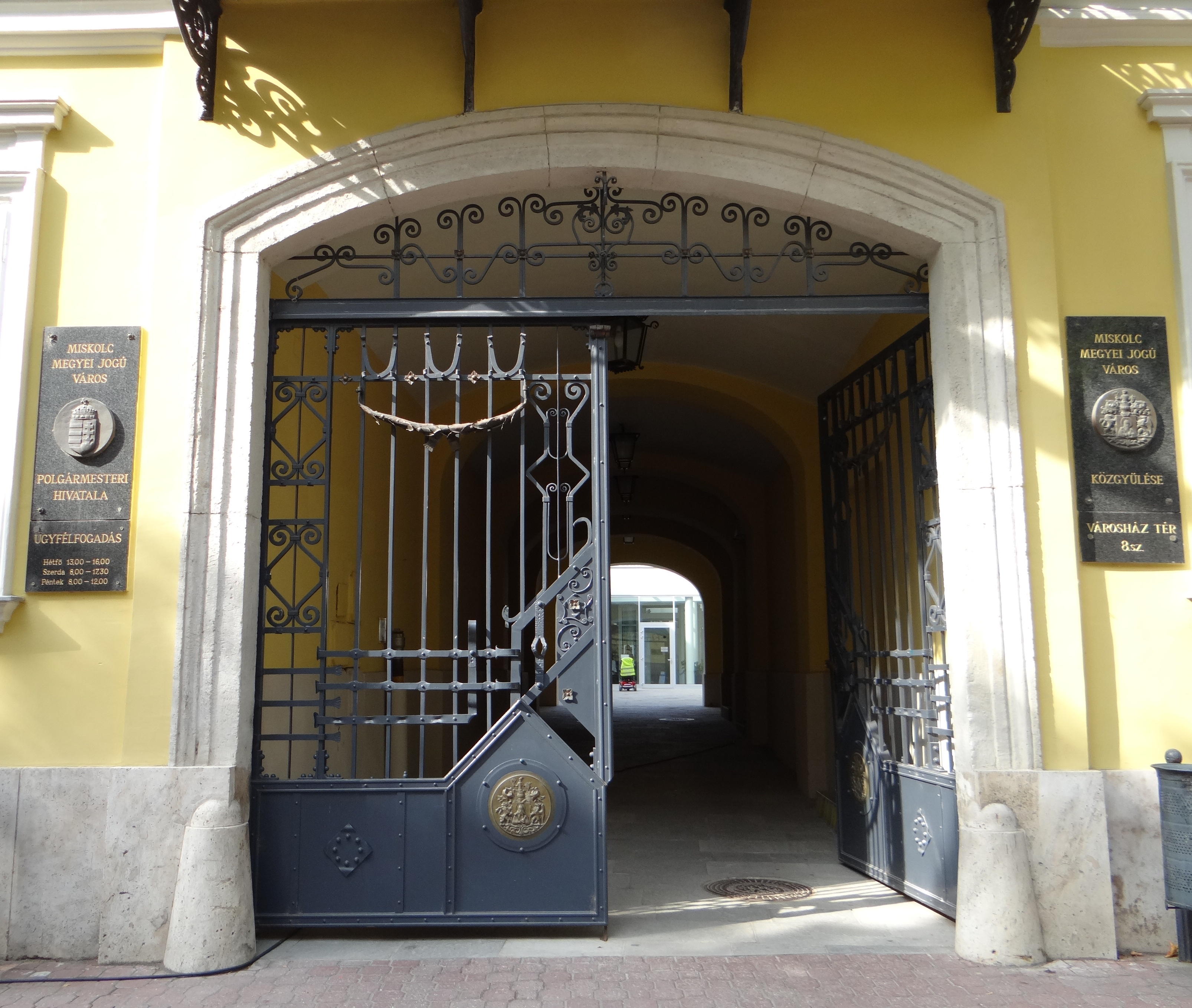
Az első épület (8. sz.) kapuja
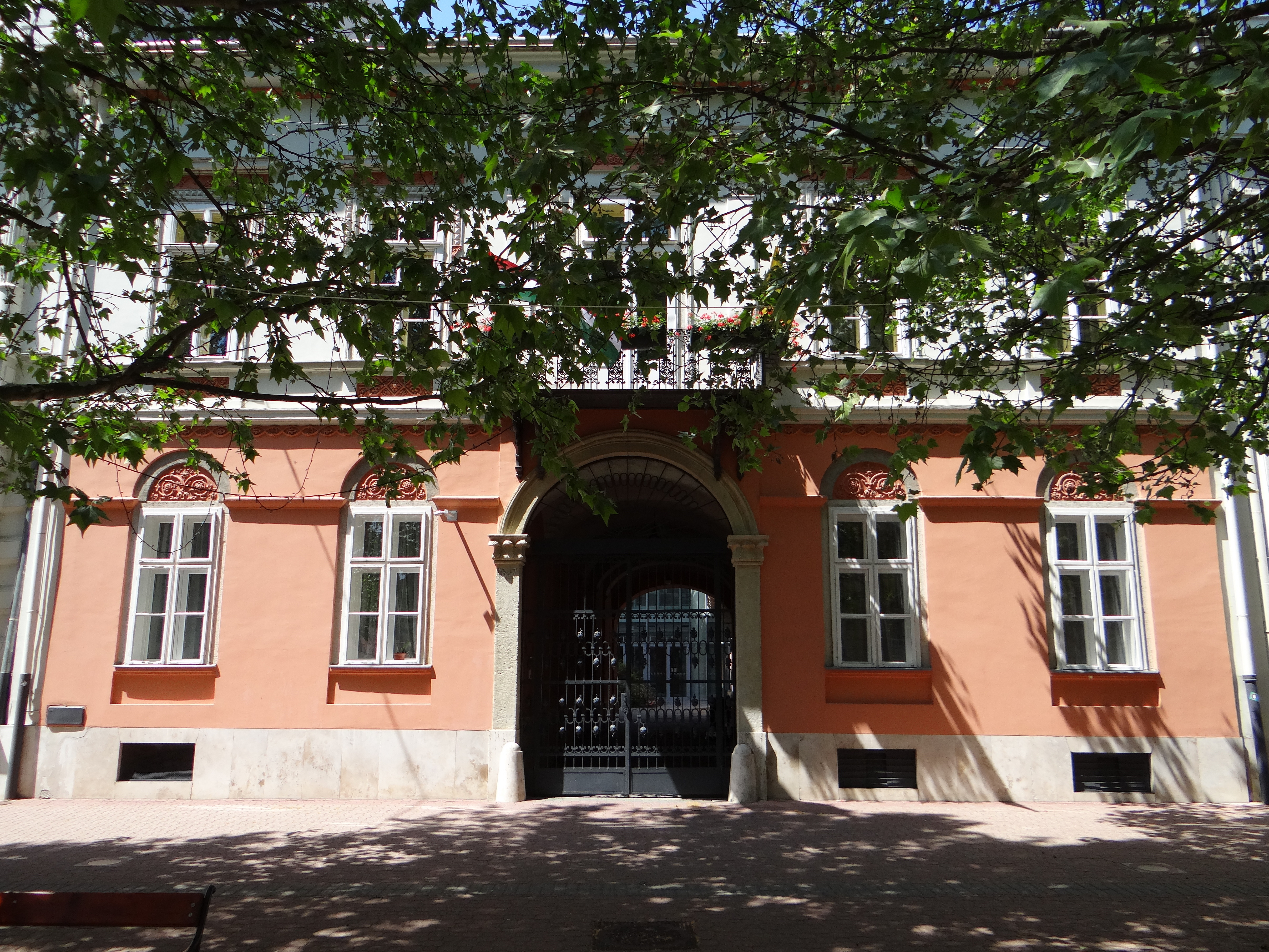
A második épület (10. sz.)
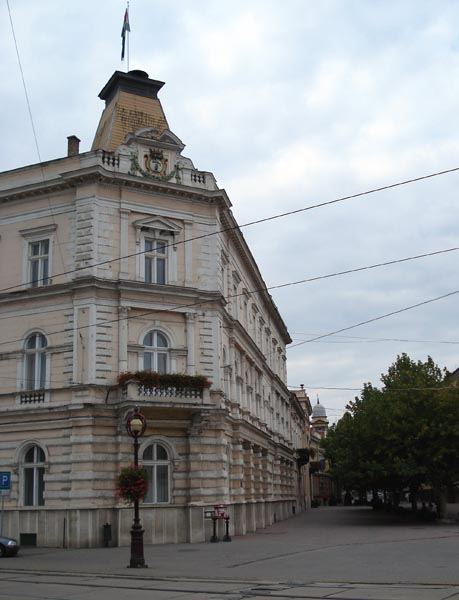
A saroképület (12. sz.) a felújítás előtti színekben
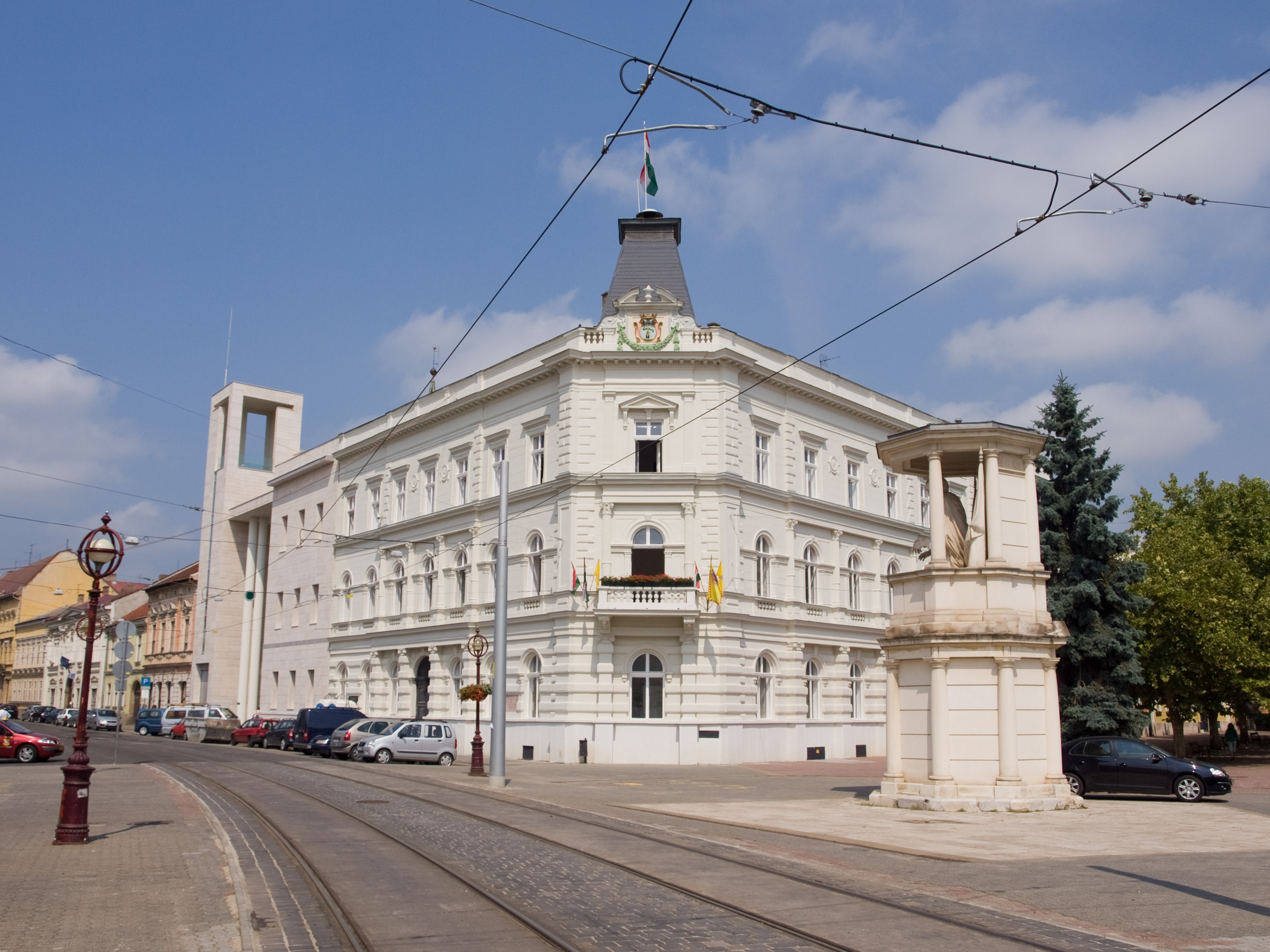
A saroképület az új, Hunyadi utcai épülettel
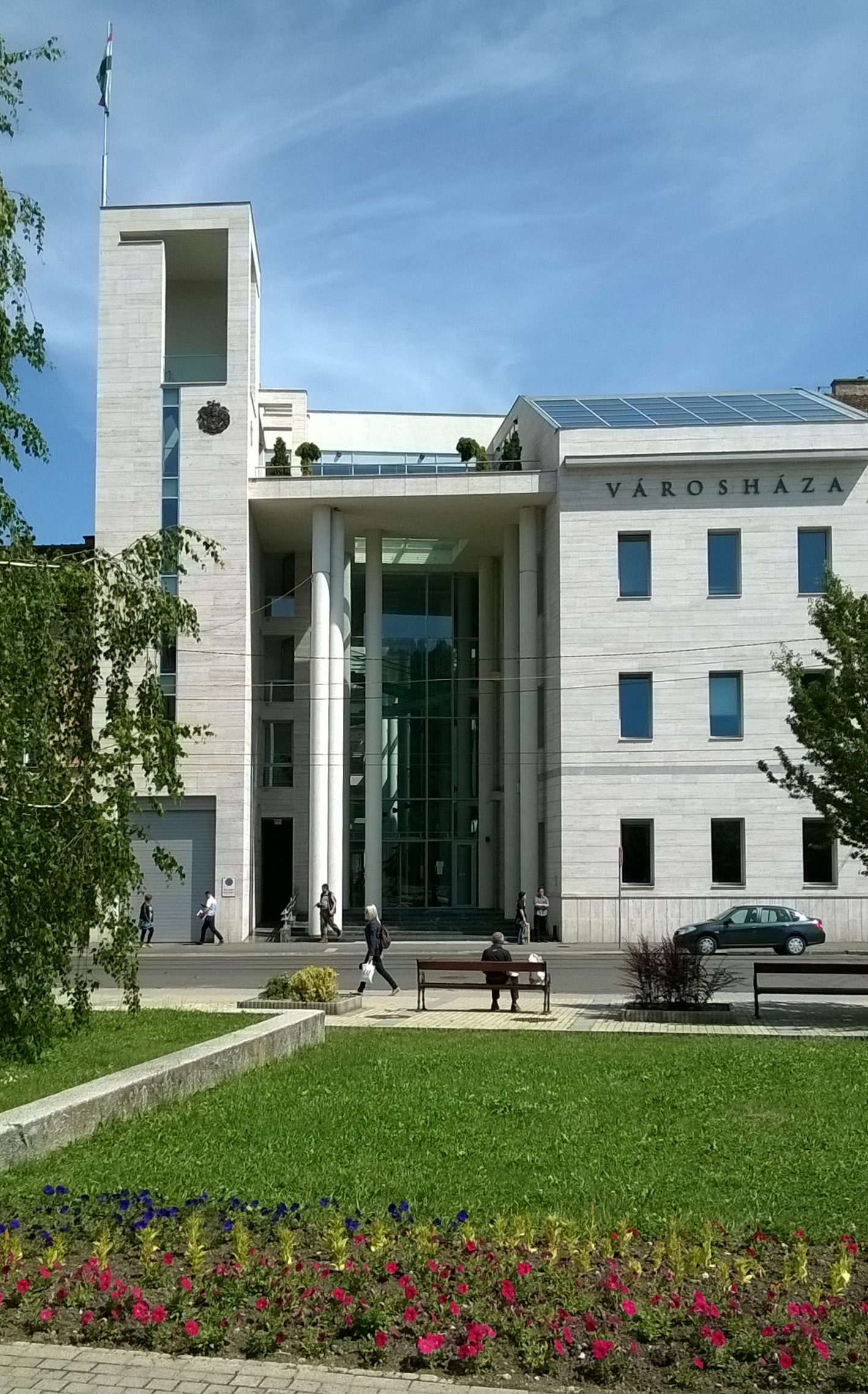
Az városháza új épületének (Hunyadi u. 2.) bejárata
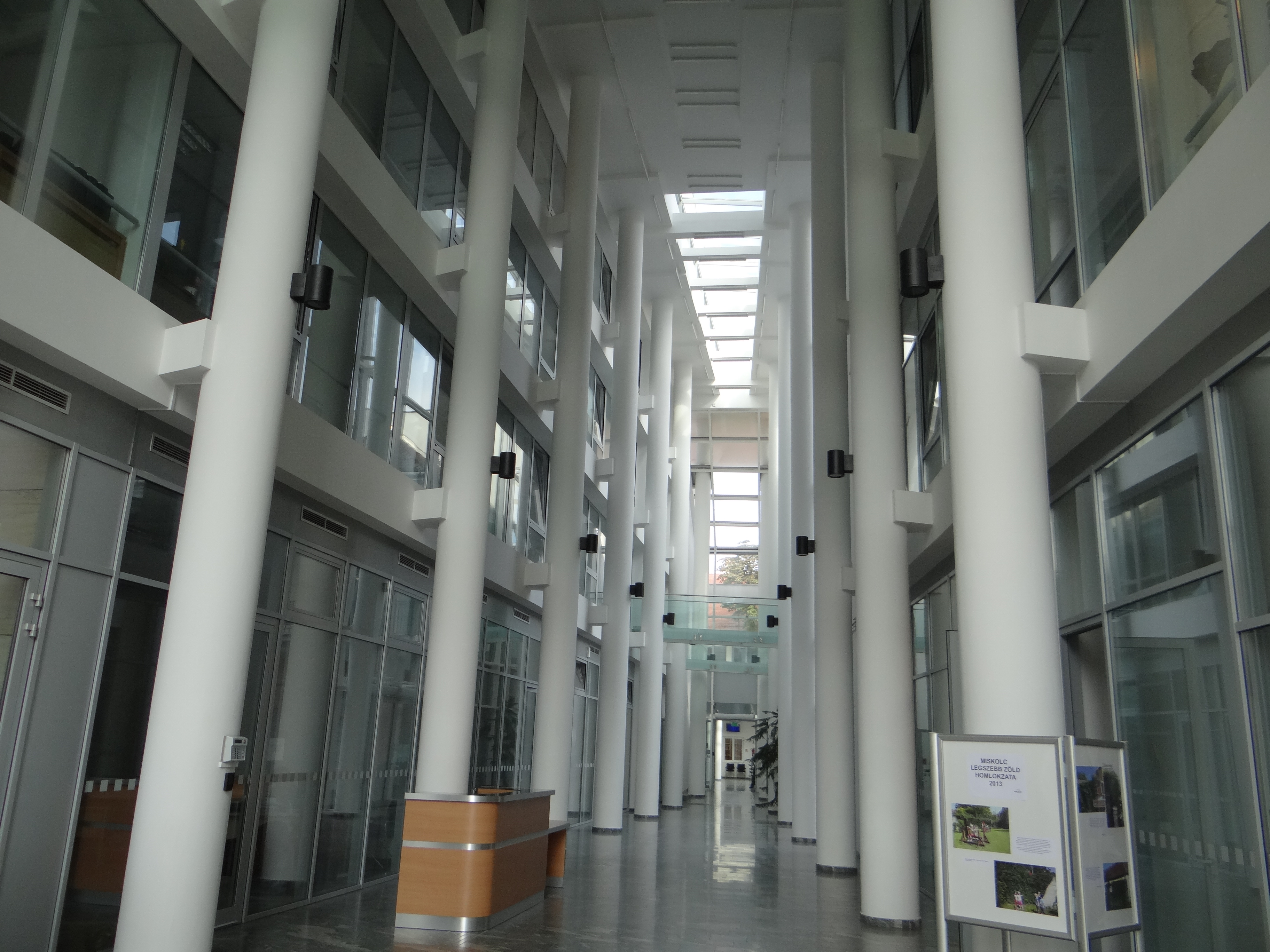
Az új épület aulája
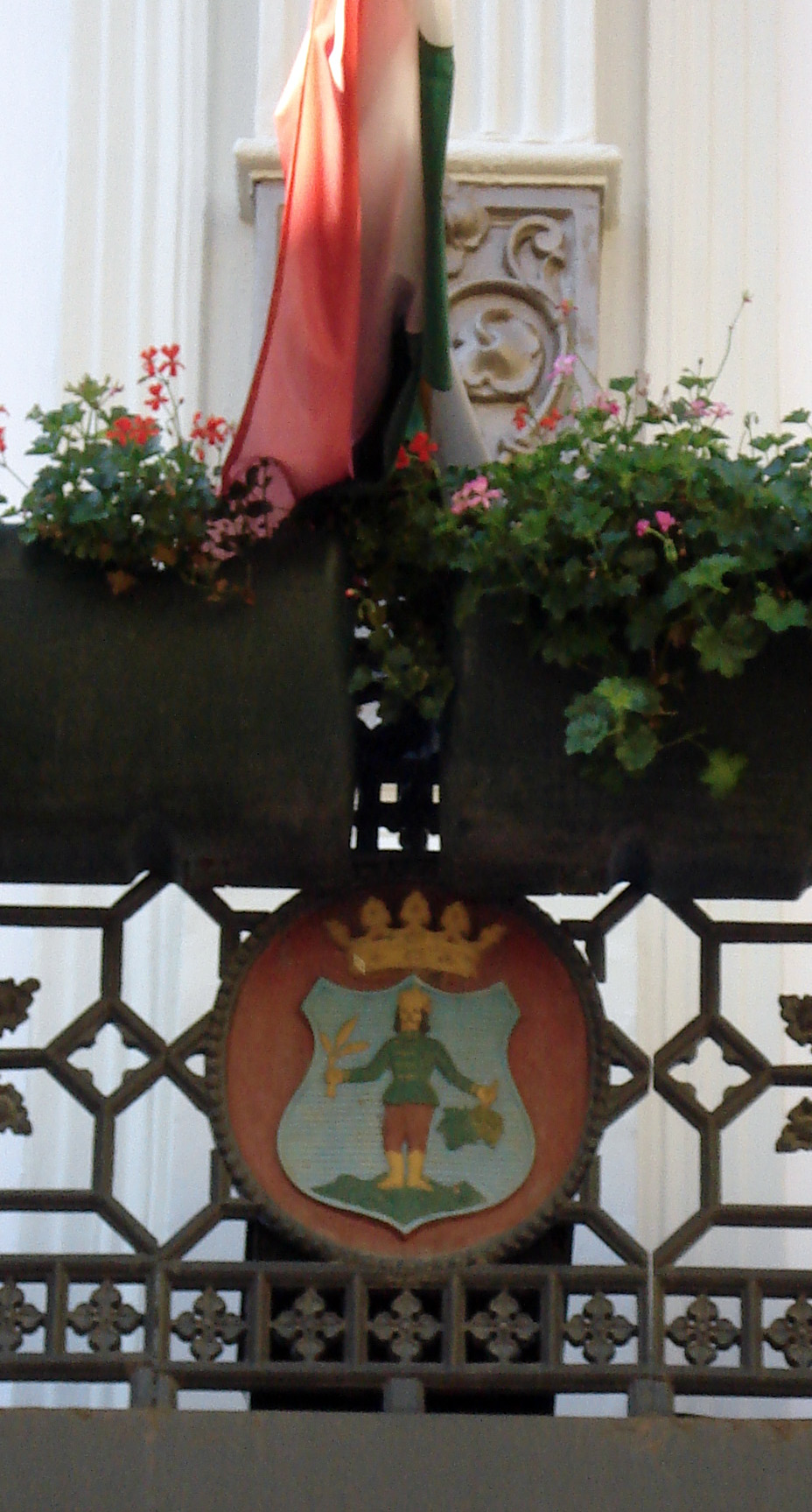
Városcímer a régi városháza erkélyén
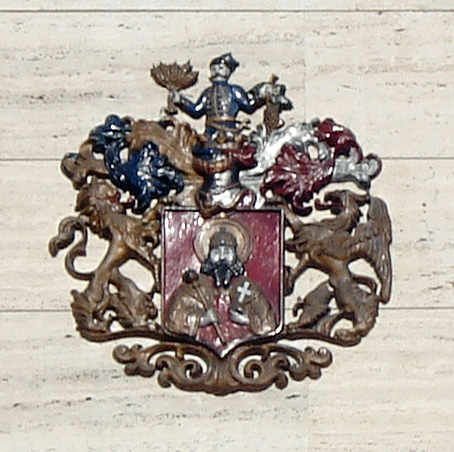
Miskolc címere a Városháza új épületén